# Isthmohyla angustilineata
Isthmohyla angustilineata is een kikker uit de familie boomkikkers (Hylidae).

## Algemeen
De soort werd voor het eerst wetenschappelijk beschreven door Edward Harrison Taylor in 1952. Oorspronkelijk werd de wetenschappelijke naam Hyla angustilineata gebruikt. De soort komt voor in Midden-Amerika en wordt met uitsterven bedreigd, onder meer door chytridiomycose. De boomkikker is momenteel door de IUCN als kritiek geclassificeerd.

## Verspreiding en habitat
De kikker was altijd al vrij zeldzaam en kwam voorheen voor in de Cordilleras de Tilarán, Central en Talamanca in Costa Rica en westelijk Panama op hoogtes van 1500 tot 2040 meter. Tegenwoordig zijn er restpopulaties in Monteverde, nabij de vulkaan Barva in Nationaal park Braulio Carrillo en bij Cerro Horqueta in het Panamese deel van Parque Internacional La Amistad.